# Trinodes cinereohirtus
Trinodes cinereohirtus là một loài bọ cánh cứng trong họ Dermestidae. Loài này được Motschulsky miêu tả khoa học năm 1863.